# Wąchock (gmina)
La gmina de Wąchock est une commune urbaine-rurale de la voïvodie de Sainte-Croix et du powiat de Starachowice. Elle s'étend sur 81,84 km2 et comptait 6 942 habitants en 2010. Son siège est la ville de Wąchock qui se situe à environ 5 kilomètres au nord-ouest de Starachowice et à 35 kilomètres au nord-est de Kielce.

## Villages
Hormis la ville de Wąchock, la gmina de Wąchock comprend les villages et localités de Marcinków, Parszów, Rataje, Węglów et Wielka Wieś.

## Villes et gminy voisines
La gmina de Wąchock est voisine des villes de Skarżysko-Kamienna et Starachowice, et des gminy de Bodzentyn, Brody, Mirzec, Pawłów, Skarżysko Kościelne et Suchedniów.